# Eloise Broady DeJoria

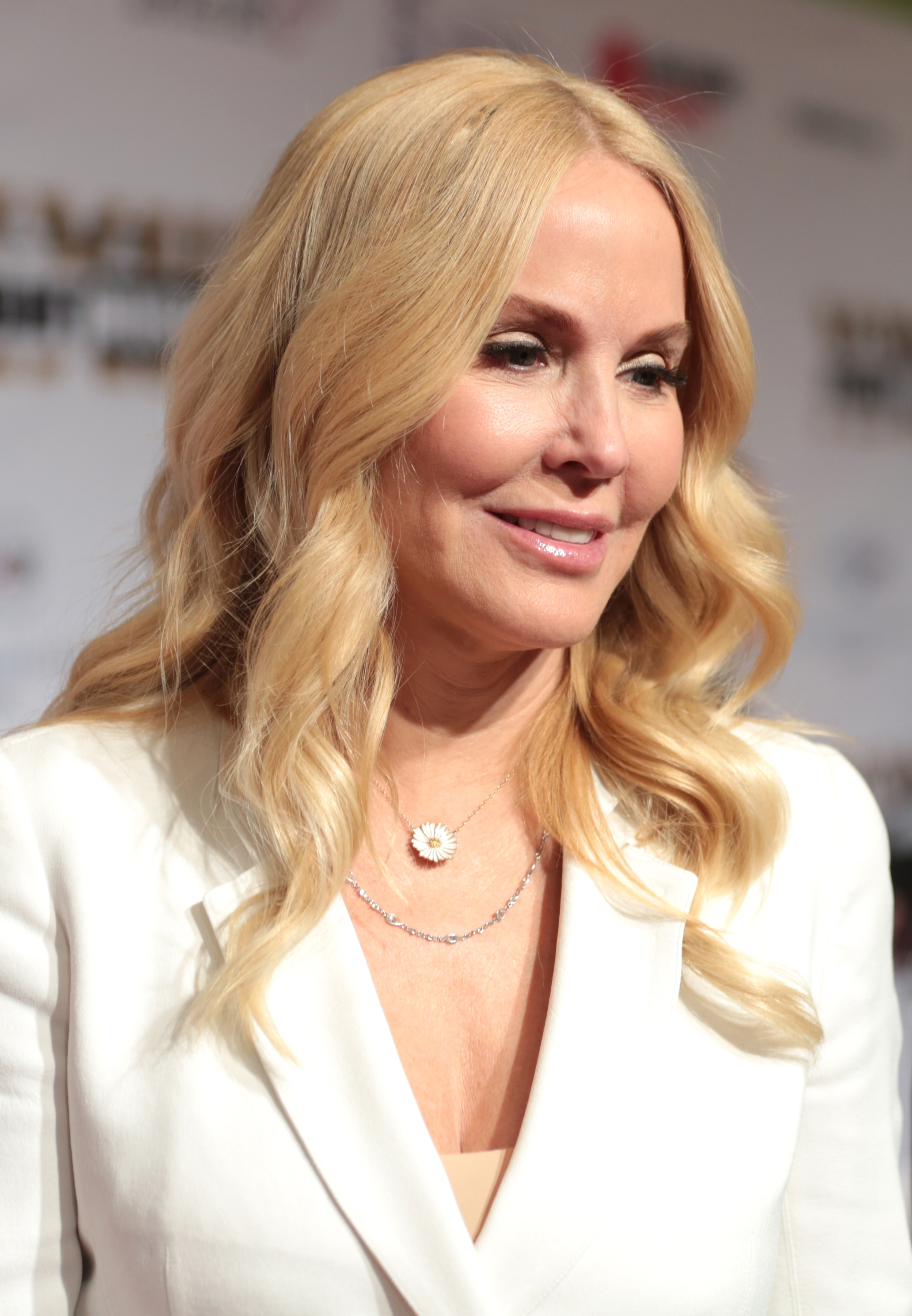
Eloise Broady DeJoria, 2017

Eloise Broady DeJoria (* 13. Mai 1957 in Houston) ist ein US-amerikanisches Model, Schauspielerin und Geschäftsfrau.

## Werdegang
DeJoria wuchs in Houston, Texas auf. Im April 1988 war sie Playmate des Monats in der Zeitschrift Playboy. Am 13. Juni 1993 heiratete sie den Unternehmer John Paul DeJoria. Über die Jahre organisierte sie zusammen mit ihrem Mann verschiedenste Wohltätigkeitsprojekte oder spielte in Filmproduktionen mit.
Sie ist  Mutter zweier Kinder.

## Filmografie
- 2016: Urge: Rausch ohne Limit - Housewife
- 2015: The Association (Video) - Janet the Jogger
- 2014: Sin City 2: A Dame to Kill For - Joey's Wife (als Eloise Dejoria)
- 2013: Mein Nachbar der Weihnachtsmann - Laura
- 2013: Our Wild Hearts (Fernsehfilm) - Barbara
- 2012: Bad Kids Go to Hell - Governor Wilkes
- 2012: Deep in the Heart - Barfly 1
- 2011: II Periphery - Fiona - Smitty's Mother
- 2010: Wall Street: Geld schläft nicht - Woman at the Met
- 2009: Friday Night Lights (Fernsehserie) - Beauty Pageant Judge
- 2009: ExTerminators - Danielle
- 2008: The Sno Cone Stand Inc - Tina
- 2008: Leg dich nicht mit Zohan an - Blonde at Salon
- 2008: Clown Hunt - Announcer
- 2007: Grampa's Cabin (Short) - Mom
- 2007: The Dukes - Katherine
- 2004: Friday Night Lights - Touchdown am Freitag - Booster (als Eloise DeJoria)
- 2003: April's Shower - Cookie
- 2002: Grand Champion - Mitzi Bloomer
- 1999: Der große Mackenzie – Judge (als Elois DeJoria)
- 1989: Die Wilde von Beverly Hills - Starlet at Party (als Eloise Broady)
- 1989: Immer Ärger mit Bernie - Tawny (als Eloise Broady)
- 1988: Tödliche Lippen - Girl at Party (als Eloise Broady)
- 1988: Dangerous Love - Lust und Begierde - Bree (als Eloise Broady)
- 1987: The Texas Comedy Massacre - Sexy Babe (als Eloise Broady)
- 1986: Dallas (Fernsehserie) - The Second Time Around (als Eloise Schmitt)
- 1984: Der Songschreiber - Girl on Bus (als Eloise Schmitt)

## Auszeichnungen
- Playboy – Playmate April 1988[2]